# SemiDevilish
SemiDevilish ([sɛmi- dɛvlɪʃ]) — третий полноформатный студийный альбом польской группы Darzamat, вышедший в 2004 году.

## Процесс записи
Материал был полностью записан в Польше в студии Mamut. Процесс создания записи был проведен коллективом самостоятельно. Для достижения некоего «особого» звучания были привлечены два звукоинженера, один из которых в дальнейшем занимался обработкой.
Материал был издан на компакт-диске Metal Mind в Европе, MVD в США и Gravis в Мексике. В СНГ за выпуск взялись CD-Maximum. Европейское издание также выпускалось упакованным в диджипак.
На композиции «In Red Iris» и «Era Aggression» Дамиан Вольф снял видео материал.

## Звучание
Новая вокалистка коллектива Nera, которая присоединилась к участникам до начала записи, положила начало новому этапу творчества коллектива и отчасти сыграла роль в возвращении группы к истокам, в том числе и к тяжелому, но атмосферному звуку.

## Концепция и название
Название альбома SémiDévilish (англ. sémi-dévilish, рус. полудья́вольский) намекает на присутствие оккультизма в тематике. Атмосфера записи может быть охарактеризована как мистическая, оккультная и лирически-готическая. В материале преобладают вымышленные и мифические места, образы и события.

## Содержание CD

### Основные композиции
1. «Intro» — 2:51
2. «In Red Iris» — 4:33
3. «Era Aggression» — 4:01
4. «Time of Obscure Emotions» — 5:03
5. «Fistful of Ashes» — 5:06
6. «Demise» — 4:18
7. «Absence of Light» — 4:25
8. «The Darkest One» — 3:42
9. «Dusk» — 6:01
10. «From Beyond» — 4:56
11. «In Its Cobweb» — 4:45

### Дополнительные материалы
- Видео на композицию «Era Aggression» — 4:01[1][2]

## Участники записи

### Коллектив Darzamat
- Рафал «Flauros» Горал — вокал
- Агнешка «Nera» Горецка — вокал
- Кшиштоф «Chris» Михалак — гитара
- Дамиан «Daamr» Ковальски — гитара, бас-гитара
- Томаш «Golem» Данчак — ударные
- Патрик «Spectre» Кумур — клавишные

### Техническая сторона
- Мачей Муларчик — звукоинженер, сведение, микширование, мастеринг
- Лукаш Гемула — звукоинженер

### Художественная работа
- Иоанна Новицка — обложка, фотография
- Cymeris — обложка
- Дамиан Вольф — видеомонтаж[1][2][4]